# Philharmonisches Staatsorchester Halle

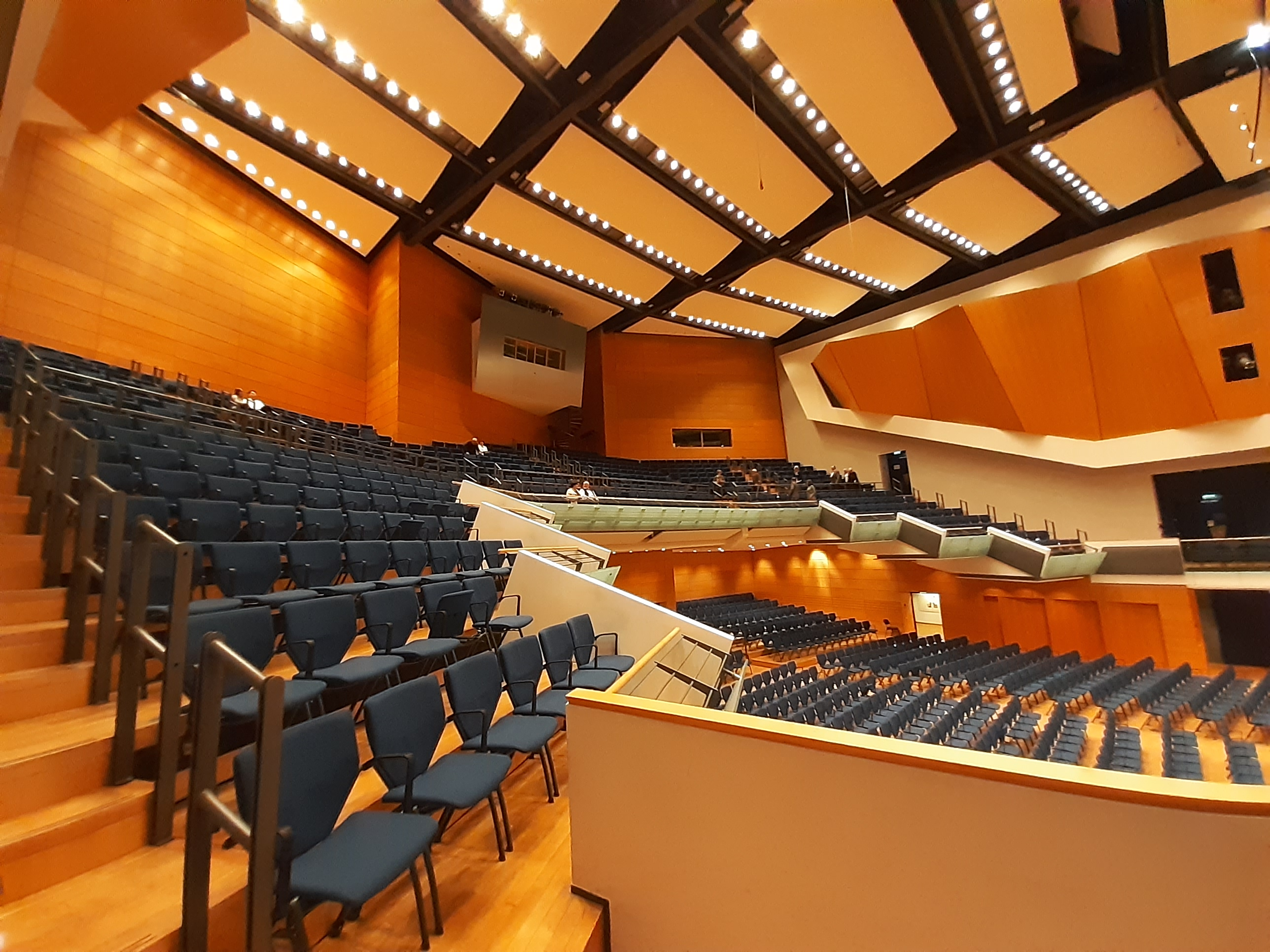
Großer Saal der festen Spielstätte Georg-Friedrich-Händel-Halle (2020)

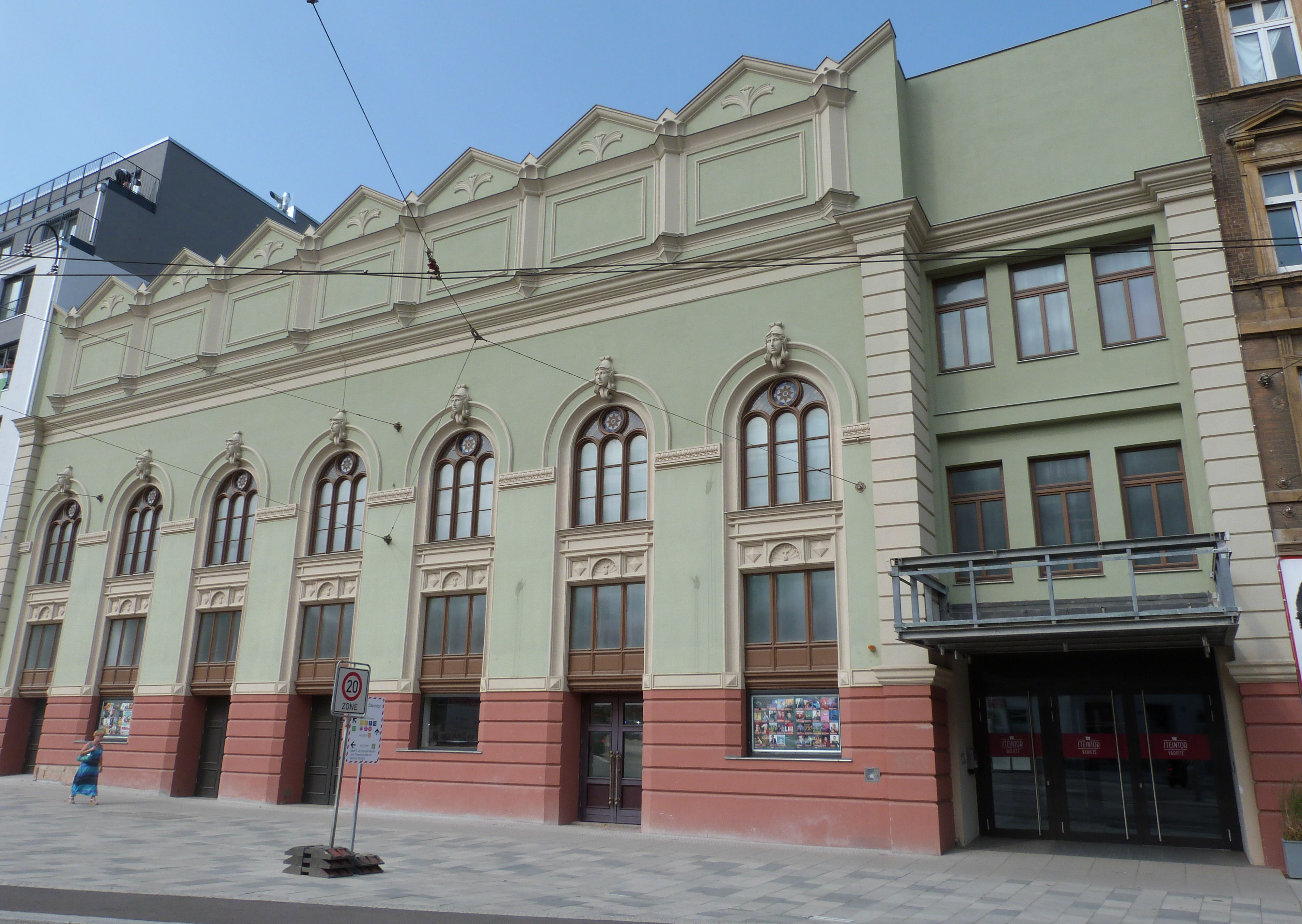
Ehemalige Hauptspielstätte Steintor-Varieté in Halle (2016)

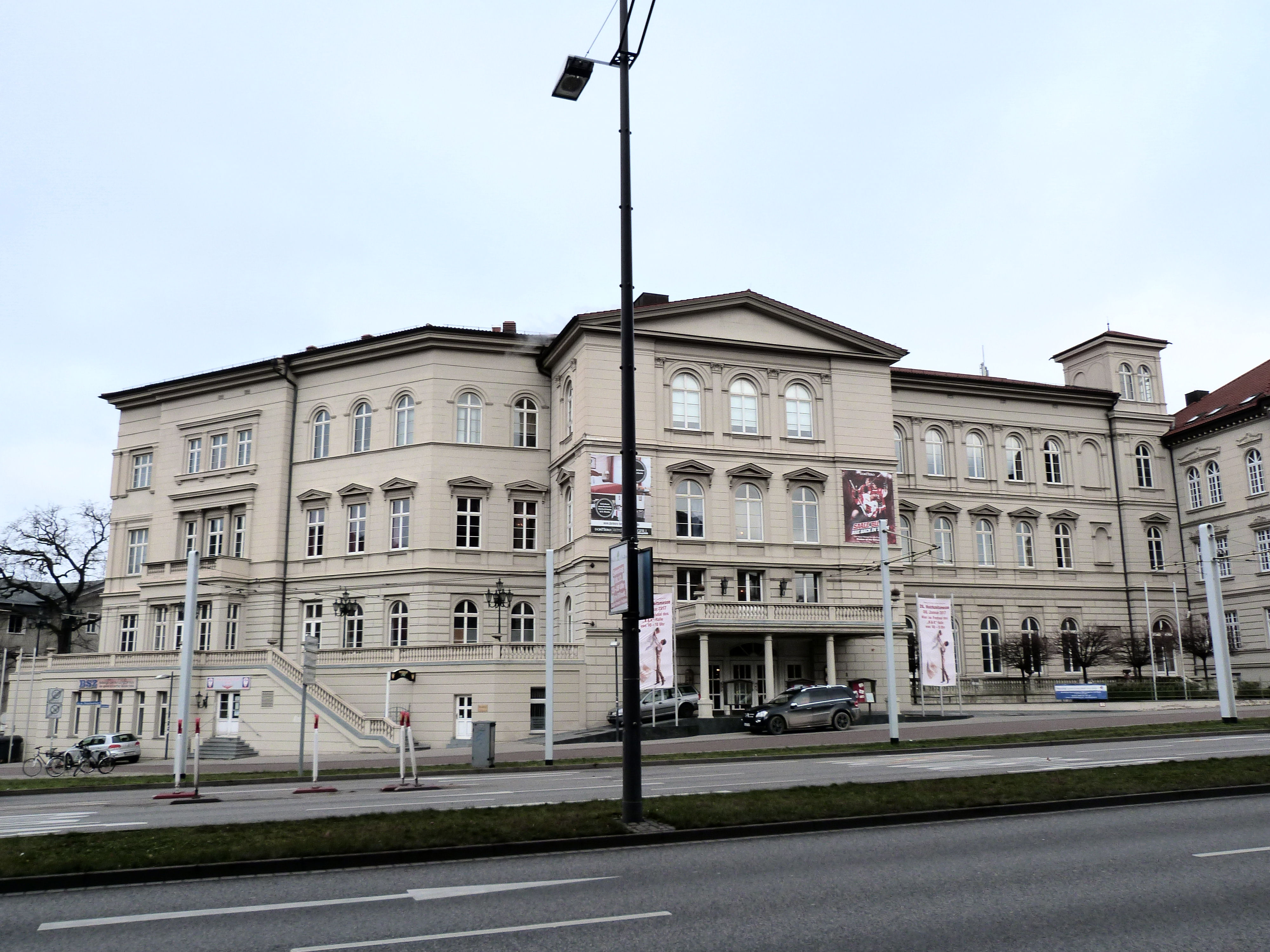
Kongress- und Kulturzentrum, Spielstätte von 1995 bis 1998 (2016)

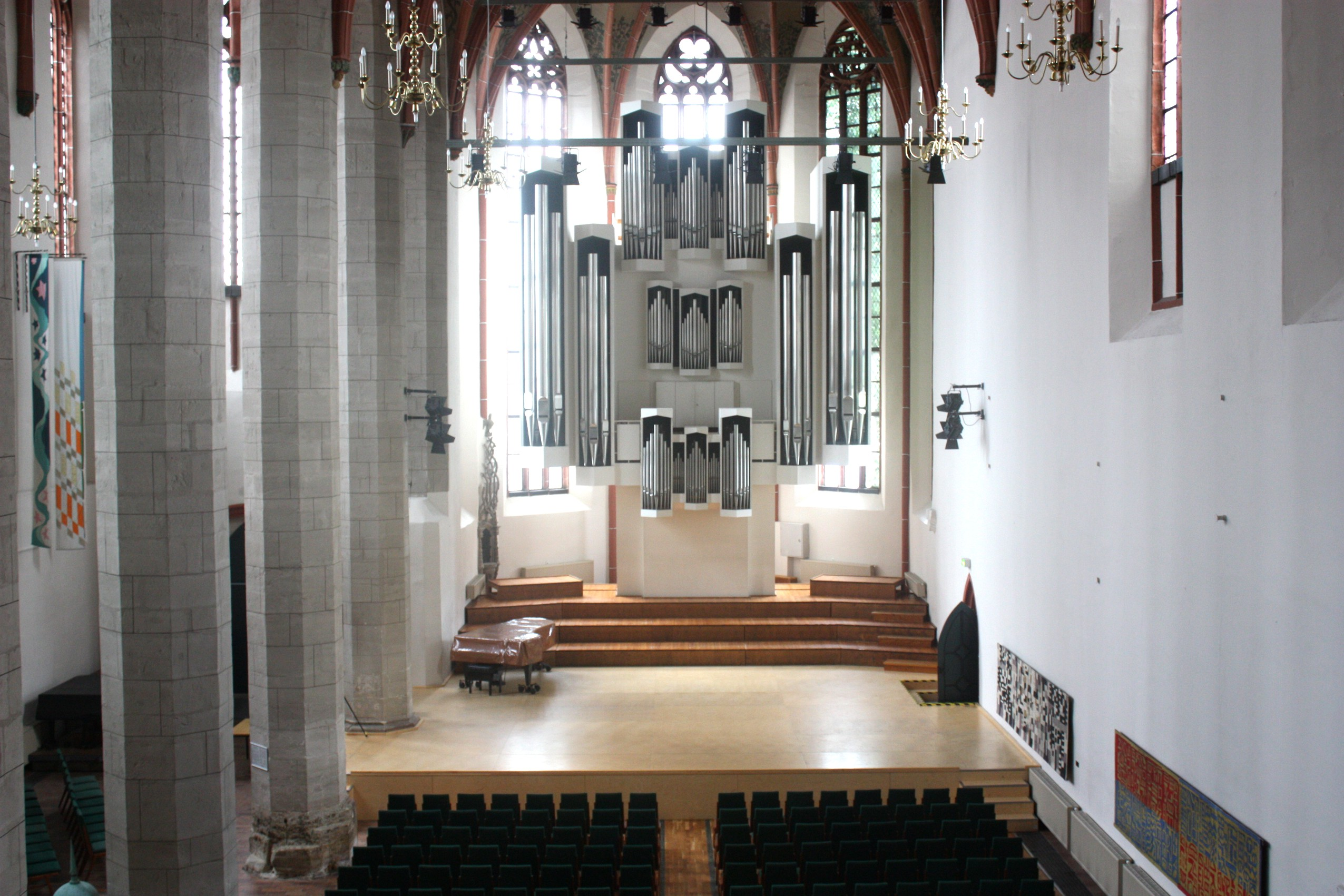
Ehemaliger Veranstaltungsort der Konzertreihe „Konfrontation – Neue Musik im Gespräch“: Konzerthalle St.-Ulrich-Kirche in Halle (2009)

Das Philharmonische Staatsorchester Halle war ein von 1946 bis 2006 bestehendes Sinfonieorchester in Halle (Saale), das als Konzertorchester fungierte und zuletzt überwiegend vom Land Sachsen-Anhalt getragen wurde. Durch die Fusion mit dem Orchester des Opernhauses Halle ging das A-Orchester 2006 in der Staatskapelle Halle auf.
Es wurde 1946 von Arthur Bohnhardt als Hallisches Sinfonie-Orchester gegründet und firmierte in der Folge unter verschiedenen Namen. Nachdem ihm 1953 die Robert-Franz-Singakademie angeschlossen und Hermann Abendroth Ehrendirigent geworden war, wurde es 1954 eines von drei Staatlichen Sinfonieorchestern in der DDR.
Seine Glanzzeit erlebte das Orchester unter dem Chefdirigat von Olaf Koch, der die Hallesche Philharmonie in den 1970er und 1980er Jahren zu überregionaler Anerkennung führte. Das Orchester brachte mehrere zeitgenössische Musikwerke zur Uraufführung. Ab 1979 setzte das angeschlossene avantgardistische Ensemble Konfrontation mit seiner gleichnamigen Reihe Maßstäbe. Wiederholt wurde die Philharmonie mit dem Händelpreis des Bezirkes Halle ausgezeichnet.
Nach der politischen Wende wurde der Klangkörper zum Staatsorchester erhoben und von Generalmusikdirektor Heribert Beissel weitergeführt. Namhafte Orchesterleiter wie Bernhard Klee (1999/2000) und Wolf-Dieter Hauschild (2001–2004) wirkten nun als Dirigenten in Halle. Feste Spielstätte war ab 1998 die Georg-Friedrich-Händel-Halle.

## Namen
- 1946–1949: Hallisches Sinfonie-Orchester
- 1949–1952: Landes-Volksorchester Sachsen-Anhalt
- 1952–1954: Landes-Sinfonieorchester Sachsen-Anhalt
- 1954–1972: Staatliches Sinfonieorchester Halle
- 1972–1991: Hallesche Philharmonie
- 1991–2006: Philharmonisches Staatsorchester Halle

## Geschichte

### Arthur Bohnhardt (1946–1949)
Nach der Wiedereröffnung des Thalia Theaters war das Städtische Orchester in die Einstudierung von Bühnen- und Orchesterwerken eingebunden, sodass die Notwendigkeit für ein Unterhaltungsorchester aufkam. Der zweite Konzertmeister am Stadttheater Halle, Arthur Bohnhardt, ergriff nun die Chance und formte im April 1946 ein Streichorchester, das am Karfreitag ein erstes Konzert in der St.-Laurentius-Kirche gab. Bohnhardt trat dann mit seinem Orchester unter verschiedenen Namen auf, wobei es im Juli 1946 im Hof der Moritzburg als Halliches Sinfonie-Orchester erstmals eine größere Öffentlichkeit erreichte.
Im September 1946 wurde auf einer Sitzung der sächsischen Provinzialverwaltung der Abteilung Kunst und Literatur und des städtischen Volksbildungsamtes der Gesellschaftsvertrag für das Orchester beschlossen. Der Chefdirigent stellte sich in den Dienst verschiedener politischer, sozialer und kultureller Aufgaben. Nach der Gründung der Staatlichen Hochschule für Theater und Musik Halle fungierte es auch als Hochschulorchester.
Das erste größere Sinfoniekonzert wurde im Januar 1948 im Saal des Volksparkes veranstaltet. Die „Bestrebungen nach mehr Anerkennung“ gingen allerdings einher mit „politischem Druck“, wie es die Chronistin Susanne Baselt zusammenfasste. Ende des Jahres wurde die Deutsche Volksbühne Träger der Sinfoniekonzerte. Nach dem Rücktritt Bohnhardts im Februar 1949 übernahm zunächst Kapellmeister Heinz Hofmann kommissarisch die Leitung des Klangkörpers. Insbesondere Alfred Hetschko, seinerzeit Musikreferent im Volksbildungsministerium des Landes Sachsen-Anhalt, initiierte dann beim Landtag von Sachsen-Anhalt die Namensänderung in Landes-Volksorchester Sachsen-Anhalt.

### Walter Schartner (1949/50)
Im September 1949 übernahm der ehemalige Musikdirektor am Stadttheater Halle, Walter Schartner, das Chefdirigat. Da sämtliche  Musiker das Orchester verlassen hatten, wurden die nun freigewordenen Stellen teilweise mit einem Mehrpersonal aus Dresden und Sondershausen besetzt. Schartner setzte u. a. einen siebenteiligen Beethoven-Zyklus aufs Programm. Mit Schartners Ruf nach Weimar sprang erneut Heinz Hofmann als kommissarischer Leiter ein.
Baselt machte eine „direkte politische Einflussnahme von Partei und Staat“ auf die Nachfolge Schartners aus. Nachdem der Herzberger Waldemar Steinhardt und der Bielefelder Werner Gößling Probedirigate abgeleistet hatten, entschied sich die Findungskommission für letzteren.

### Werner Gößling (1950–1956)

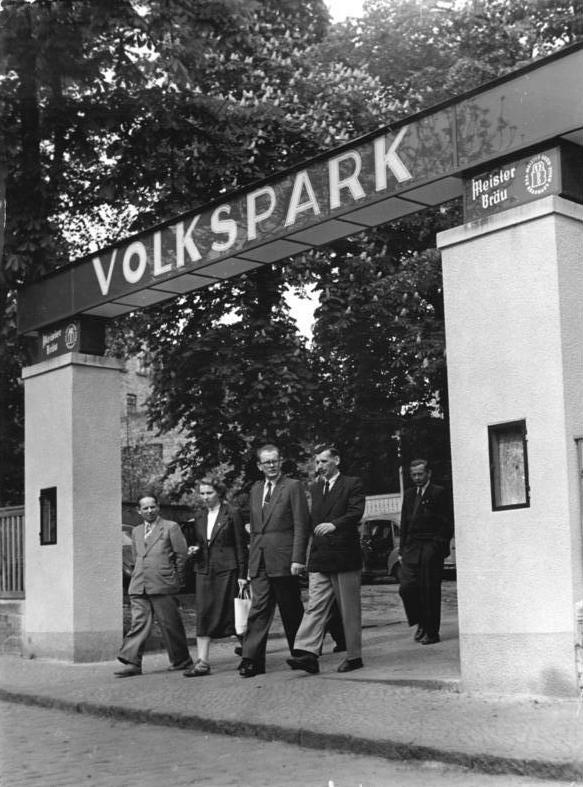
Eingang des Volksparks 1956

Die aufgestockten Sinfoniekonzerte fanden im Klubhaus der Gewerkschaften statt. Werner Gößling, der neue Chefdirigent, wollte die Konzerte darüber hinaus auf weitere Städte des Landes ausdehnen. Neben dem klassisch-romantischen Repertoire sollten ferner zeitgenössische Werke Einzug in das Programm finden. Gößling stellte das sinfonische Werk Bruckners vor. Im Jahr 1951 begründete er die Reihe „Ein Orchester stellt sich vor“.
Nach der Gründung eins dritten Orchesters in Halle, das von der Gewerkschaft getragen wurde und eher die leichte Unterhaltungsmusik pflegte, konnte sich das Landes-Volksorchester Sachsen-Anhalt in den 1950er Jahren zum Kulturorchester weiterentwickeln. Ab 1950 fielen die Orchestermusiker unter das „Lohn- und Gehaltsabkommen für Theater und Kulturorchester der DDR“. Die Gastdirigenten Hermann Abendroth, Helmut Seidelmann und Kurth Barth wurden in der Saison 1951/52 gewonnen. Außerdem engagierte sich das Orchester u. a. im osteuropäischen Kulturaustausch und in der Händel-Pflege.
Im Jahr 1952 wurde das Volksorchester in Sinfonieorchester umbenannt. Dies war mit der Integration des Klangkörpers in den Staatshaushalt verbunden. Es wurden Mittel für Konzerte in den Bezirken Leipzig, Magdeburg und Halle bereitgestellt. Auf dem Programm fanden sich nun auch Werke moderner und zeitgenössischer Komponisten. Es gastierten bekannte Künstler wie Eva Barth, Werner Heutling und Hugo Steurer in Halle. Ab 1952 wirkte das Orchester auch regelmäßig bei den Händel-Festspielen mit. Erste Gastspiele in die BRD wurden 1953 unternommen. Nach der Auflösung der Länder erfolgte die Unterstellung des Orchesters unter den Rat des Bezirkes Halle. Anfang der 1950er Jahre wurde der Klangkörper auch positiv durch die Staatliche Kommission für Kunstangelegenheiten überprüft und die Orchestermusiker in die Klasse I der Orchester eingeordnet, zuzüglich Leistungszulagen.
Ernst Sachsenberg wurde 1953 als neuer 1. Kapellmeister engagiert. Neben der Beziehung zur Musikhochschule pflegte das Orchester intensiv den Kontakt zur Kirchenmusikschule in Halle. In der Saison 1953/54 erfolgte auch der Anschluss der Robert-Franz-Singakademie und der Aufstieg des Landes-Sinfnieorchesters zum Staatlichen Sinfonieorchester, sodass es nun drei dieser Art in der DDR geben sollte: Gotha, Schwerin und Halle. Außerdem wurde Hermann Abendroth nach einem weiteren Gastdirigat zum Ehrendirigenten ernannt. Ferner spielte man nun die 9. Sinfonie Beethovens regelmäßig zum Jahreswechsel und führte die sogenannten Estradenkonzerte ein. Im Oktober 1953 weihte das Orchester das Kulturhaus Haus der Freundschaft in Schkopau ein.
In der Saison 1954/55 erhielt das Staatliche Sinfonieorchester einen eigenen Musikdramaturgen, den Musikwissenschaftler Herbert Koch. Aus Nordeuropa wurden bekannte Musiker wie Nils-Eric Fougstedt und Vibeke Warlev eingeladen. Die nächste Saison wartete mit den ebenso bedeutenden Solisten Brünnhild Friedland, Hélène Boschi, Hugo Steurer, Ingeborg Robiller-Roloff, Dieter Zechlin, Helga Hussels, Egon Morbitzer, Vittorio Brero, Karl Suske und Mirko Dorner auf.

### Horst Förster (1956–1964)

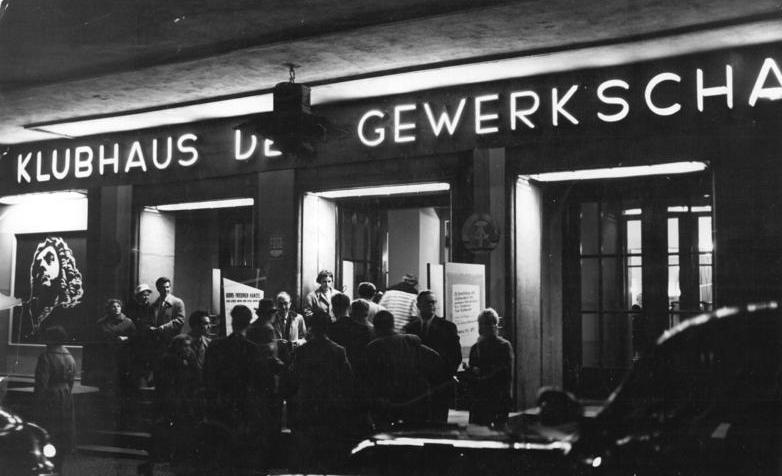
Klubhaus der Gewerkschaften während der Händel-Ehrung 1959

Im Jahr 1956 erhielt das Orchester einen neuen Chefdirigenten (Horst Förster) und einen neuen 1. Kapellmeister (Karl-Ernst Sasse). Einige Musiker verließen den Klangkörper zum Gewandhausorchester und zum Rundfunk-Sinfonieorchester Leipzig. Die Saison 1956/57 brachte die neue Konzertreihe „Musica viva“ hervor, bei der auch ausländische Komponisten wie Darius Milhaud, Kurt Atterberg, Dmitri Kabalewski und Grażyna Bacewicz aufgeführt wurden. Die Anrechtskonzerte im Pädagogischen Institut Halle-Kröllwitz stießen allerdings auf wenig Publikumsresonanz. Bekannte Gastdirigenten wie Otto Ebel von Sosen, Alois Klíma und Heinz Bongartz kamen in Sonderkonzerten nach Halle.
Im Rahmen der Hallischen Musiktage, an dem der Klangkörper seit 1955 immer wieder teilnahm, feierte das Staatliche Sinfonieorchester 1956 sein zehnjähriges Bestehen. Darüber hinaus beteiligte man sich an der Konzertreihe „Hausmusik im Händelhaus“. 1957 tourte das Staatliche Sinfonieorchester durch Westdeutland. Ende der 1950er Jahre mehrten sich auch die Auftritte von Interpreten aus dem osteuropäischen Ausland (Miloš Sádlo, Stanislav Knor, Josef Hrnčíř, Ilja Temkoff u. a.). Außerdem bot der Zyklus „Meisterliche Werke der Nationen“ einen Einblick in das europäische Musikschaffen.
1959 wurde Harald Unger als 1. Kapellmeister verpflichtet. 1961 beteiligte sich das Orchester an der 1000-Jahr-Feier der Stadt Halle. Außerdem feierte es sein fünfzehnjähriges Bestehen. 1962 gastierte das Orchester in der Tschechoslowakei. Mit dem Sinfonieorchester in Karlsbad wurde ein Freundschaftsvertrag geschlossen. Nach Försters Weggang galten Gerhart Wiesenhütter und Karl-Ernst Sasse als erfolgversprechende Kandidaten für dessen Nachfolge.

### Karl-Ernst Sasse (1964–1967)
Die Entscheidung fiel schließlich auf den ehemaligen Stellvertreter Försters, Karl-Ernst Sasse. Dieser aber war in seiner Programmplanung wenig erfolgreich u. a. wurden die positiv aufgenommenen Kammermusik-Anrechte mit Rudi Zücker und Horst Uhlig nicht fortgeführt. Darüber hinaus pflegte Sasse nicht im ausreichenden Maße den Kontakt zur Robert-Franz-Singakademie. Auch beteiligte sich der Klangkörper von 1965 bis 1967 nicht an den Händel-Festspielen. Obwohl der Orchestervorstand Unger zum Musikdirektor machen wollte, wurde dessen Vertrag nicht verlängert. 1967 folgte ihm Joachim Seidel als 1. Kapellmeister.

### Olaf Koch (1967–1990)

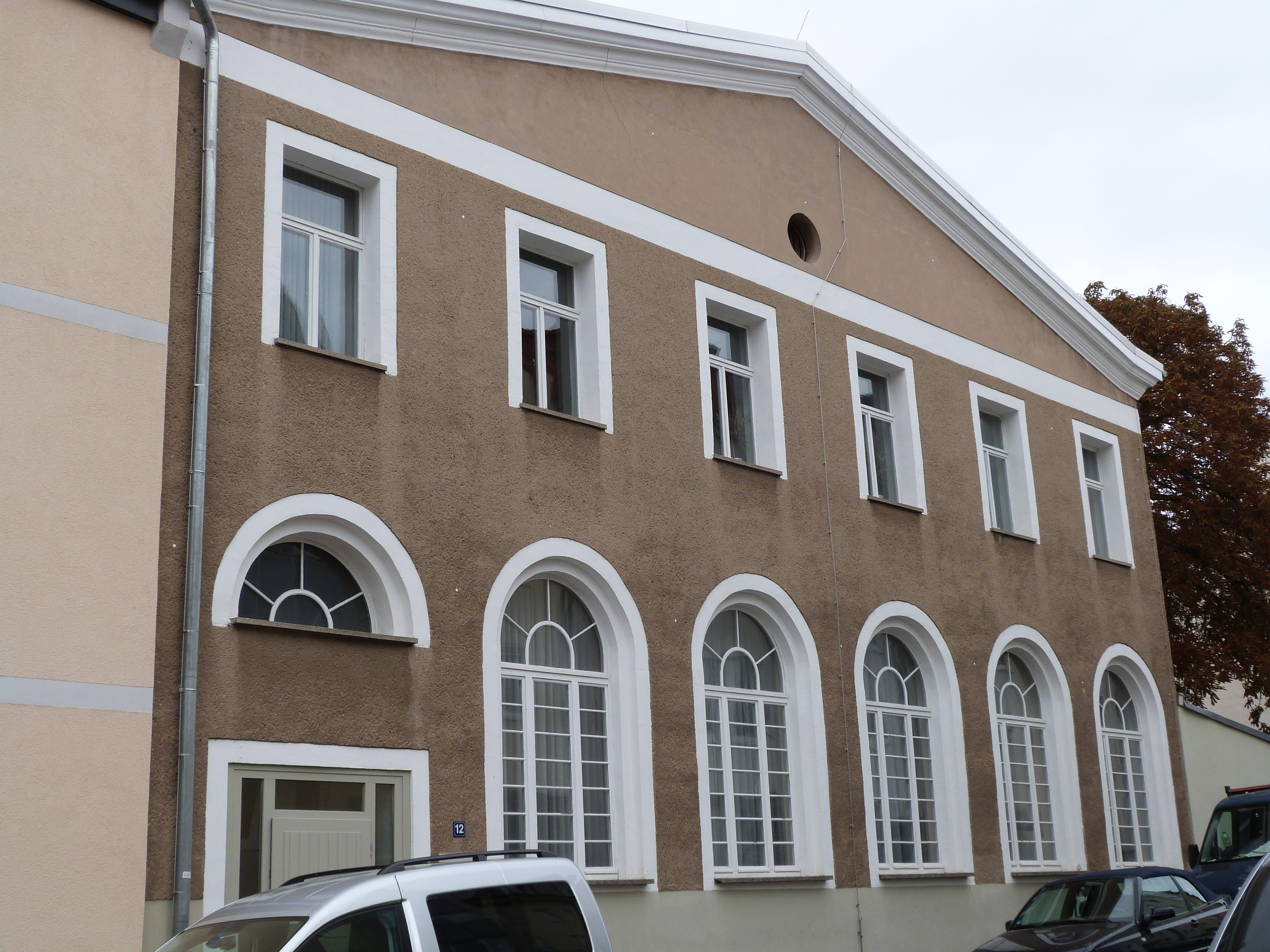
Rekonstruiertes Probenhaus der Hallischen Philharmonie in der Großen Gosenstraße 12 (2016)

Olaf Koch löste 1967 Sasse als Chefdirigenten ab. Bei der Singakademie übernahm bereits ein Jahr zuvor Hartmut Haenchen die Funktion des Chorleiters. 1969 wurde Karl-Heinz Zettl 1. Kapellmeister und stellvertretender Chefdirigent. Mit diesem neuen Führungsteam gelang es nun, das Publikum wieder in die Konzertsäle zu locken. Dazu wurden die Anrechtskonzerte erweitert und wieder an den Händel-Festspielen teilgenommen. Koch legte neben der musikalischen Moderne einen Schwerpunkt auf die zeitgenössische Musik aus der DDR und der Sowjetunion. Es erklungen Werke, die „nicht so recht einzuordnen waren in die Forderungen des ‚sozialistischen Realismus‘“. Ferner wurden auch Werke westlicher Komponisten aufgeführt. Ab 1969 wurden öffentliche Diskussionen mit Werktätigen um die Konzertpläne. So fand etwa ein Ausbau bei den Anrechtskonzerten im Klubhaus „Marx-Engels“ in Zeitz statt. 1970 wurden sogenannte „Arbeiterjugendkonzerte“ etabliert, die nach der Wende als „Jugendsinfoniekonzerte“ firmierten. Aber auch Schülerkonzerte wurden gepflegt.
Im Jahr 1972 erfolgte der Zusammenschluss des Staatlichen Sinfonieorchesters, der Robert-Franz-Singakademie und des Stadtsingechors zur Halleschen Philharmonie. 1979 begründet Hans-Jürgen Wenzel die Konzertreihe „Konfrontation – Neue Musik im Gespräch“, die in der Konzerthalle St.-Ulrich-Kirche, teilweise im neuen theater ihre Heimat hatte.
Ende 1989 wurde Olaf Koch im Pobenhaus in der Großen Gosenstraße 12 von den Orchestermusikern abgewählt. 1990 gab er sein letztes Konzert bei den Händel-Festspielen. Die Kulturredakteurin Gisela Heine schrieb seinerzeit in der Liberal-Demokratischen Zeitung Halle: „In Olaf Koch sah ich immer den großen Dirigenten, der im Laufe von 23 Jahren die Hallesche Philharmonie zu einem Klangkörper mit Weltniveau entwickelt hat. [...] Von Musikern und aus eigener Erfahrung wußte ich, daß Olaf Koch ein ganz schönes Ekel sein konnte. [...] Was sich im Hintergrund abspielte, drang kaum an die Öffentlichkeit.“

### Heribert Beissel (1990–1999)

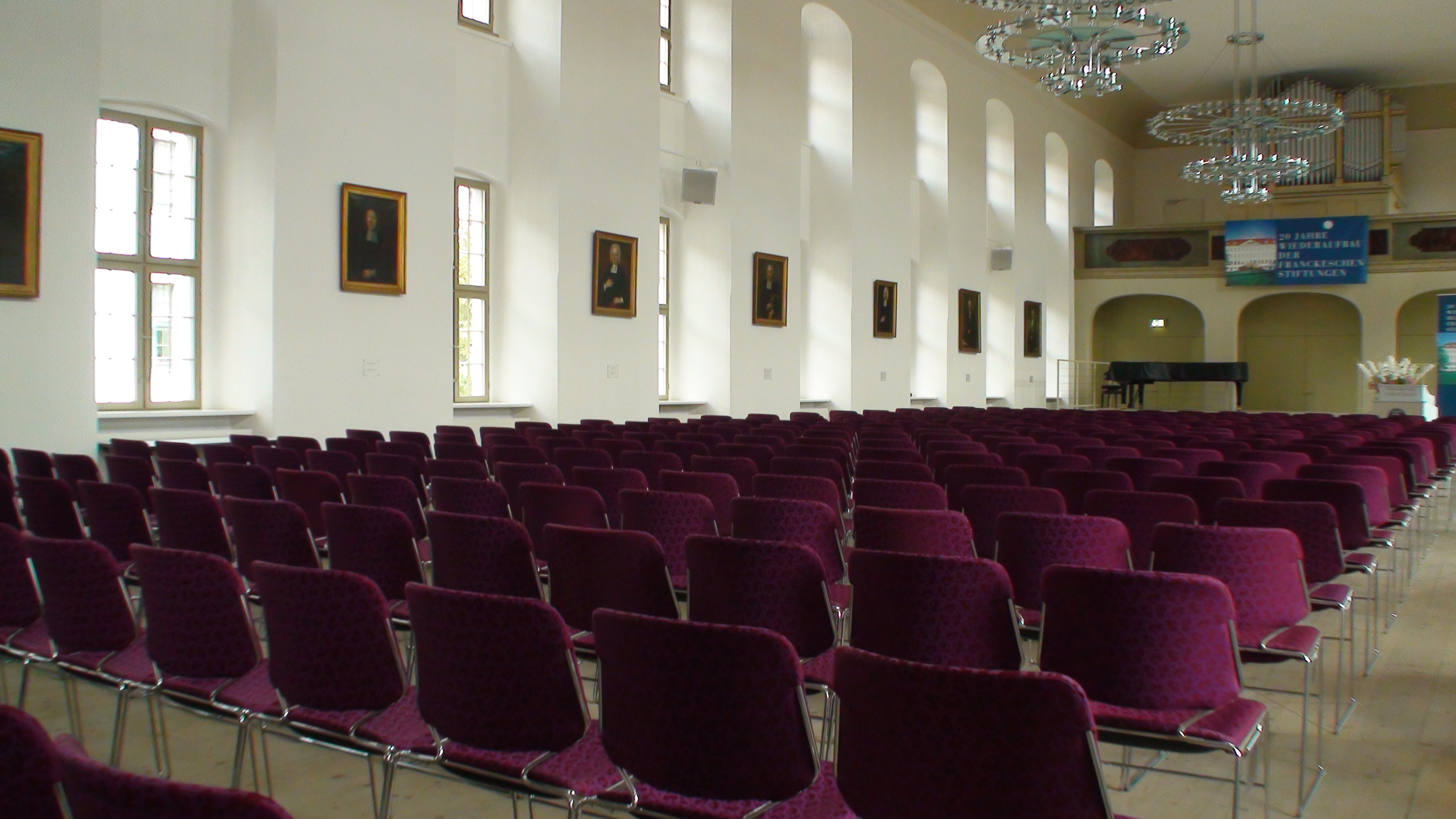
Ehemaliger Veranstaltungsort der Barock-Matineen: Freylinghausen-Saal der Franckeschen Stiftungen (2010)

Danach wurde der Dirigent Heribert Beissel, der der sich insbesondere der Wiener Klassik verschrieben fühlt und aus Hamburg kam, in sein Amt gewählt. 1991 erfolgte seine Ernennung zum Generalmusikdirektor, außerdem wurde die Hallische Philharmonie in ein Staatsorchester überführt. Im gleichen Jahr wurde die Gesellschaft der Freunde der Halleschen Philharmonie e. V. gegründet, der ein Kuratorium unter Hans-Dietrich Genscher beistand.
Als erste Kapellmeister standen Beissel von 1990 bis 1993 Oliver Pohl und von 1993 bis 1997 Marc Piollet zur Seite. Die Sinfoniekonzerte des Philharmonischen Staatsorchesters wurden zunächst bis zur Restaurierung im Steintor-Varieté abgehalten. Ferner wurde das Opernhaus und die Konzerthalle Ulrichskirche genutzt. Von 1995 bis 1998 diente der Saal des Kongress- und Kulturzentrums als Übergangsspielstätte. 1998 weihte Beissel den Großen Saal der Georg-Friedrich-Händel-Halle in der Nördlichen Innenstadt ein, der ersten festen Spielstätte des Orchesters. Darüber hinaus veranstaltete man Konzertreihen in der Aula der Martin-Luther-Universität Halle-Wittenberg („Wiener Klassik“), im neuen theater („Barock-Musik“) und in der Galerie Galerie Moritzburg („Neue Musik“ mit dem Ensemble Konfrontation). Weiterhin gab es mit „Bella Musica“ eine populäre sinfonische Reihe. Für Sonder- und Chorkonzerte standen der Dom und die Moritzkirche zur Verfügung. Nicht zuletzt wurden das Händel-Haus für Kammermusik und der Freylinghausen-Saal für Barock-Matineen sowie der Domplatz und der Hof des Händel-Hauses für Freiluftkonzerte genutzt. Während Beissels Generalmusikdirektorat gastierte der Klangkörper u. a. in Argentinien, Spanien und Österreich.
Nach Beissels Amtszeitende übernahm 1999/2000 Bernhard Klee ein festes Gastdirigat in Halle.

### Wolf-Dieter Hauschild (2001–2004)
Von 2001 bis 2004 war Wolf-Dieter Hauschild Chefdirigent des Philharmonischen Staatsorchesters Halle. Er plante ein kombiniertes Programm aus moderner und klassischer Musik samt einem integrierten Jazz-Konzert und einer konzertanten Opernaufführung. Hauschild aber verließ dann das Orchester vorzeitig wegen der drohenden Fusion mit dem Orchester des Opernhauses Halle.

### Heribert Esser (2004–2005)
Letzter Chefdirigent war ab 2004 Heribert Esser, der das Orchester in das neue Konzert- und Theaterorchester, Staatskapelle Halle, überführte.

## Chefdirigenten
- 1946–1949: Arthur Bohnhardt
- 1949: Heinz Hofmann – kommissarisch
- 1949–1950: Walter Schartner
- 1950: Heinz Hofmann – kommissarisch
- 1950–1956: Werner Gößling
- 1956–1964: Horst Förster
- 1964–1967: Karl-Ernst Sasse
- 1967–1990: Olaf Koch
- 1990–1999: Heribert Beissel
- 1999–2000: Bernhard Klee – fester Gastdirigent
- 2001–2004: Wolf-Dieter Hauschild
- 2004–2006: Heribert Esser – ständiger Gastdirigent ab der Saison 2005/06[24]

Hermann Abendroth wurde 1953 zum Ehrendirigenten ernannt.

## Uraufführungen (Auswahl)
- Hellmut Riethmüller: 2. Sinfonie (1954)[25]
- Gerhard Wohlgemuth: 1. Sinfonie (1955)[26]
- Walter Draeger: Violinkonzert (1956)[27]
- Gerhard Wohlgemuth: Sinfonietta (1957)[28]
- Hans Stieber: Violinkonzert (1957)[29]
- Hans Stieber: Barlach-Kantate „Fries der Lauschenden“ (1957)[29]
- Percy M. Young: Festmusik „Der rote Turm“ (1961)[30]
- Gerhard Wohlgemuth: Oratorium „Jahre der Wandlung“ (1961)[30]
- Lothar Voigtländer: Sinfonischer Satz (1969)
- Gerhard Tittel: Chorsinfonie „Lied vom Menschen“ (1969)
- Heinz Röttger: Konzert für Violine und Orchester (1969)[31]
- Hans J. Wenzel: Trassensinfonie (1970)[32]
- Gerhard Wohlgemuth Sinfonische Musik für großes Orchester (1971)[33]
- Paul Kurzbach: Kantate „Porträt eines Arbeiters“ (1971)[33]
- Alan Bush: „Afrika“ Sinfonischer Satz für Klavier und Orchester (1972)[34]
- Fritz Geißler: Sinfonie Nr. 8 (1974)[35]
- Karl Ottomar Treibmann: „Capriccio 71“ für Orchester (1974)[36]
- Günter Kochan: Konzert für Viola und Orchester (1975)[37]
- Wolfgang Hohensee: Oratorium „Die Antwort“ (1975)[38]
- Rudolf Herold: Sinfonisches Poem „An der Wolga“ (1975)[39]
- Erhard Ragwitz: Sinfonia intrada (1976)
- Kirill Wolkow: Konzert für großes Orchester (1976)[40]
- Wolfgang Stendel: „Inventionen“ für Orchester (1976)
- Hans J. Wenzel: Bauhaus – Musik für Orchester (1978)[41]
- Valery Strukow: Konzert für Klavier und Orchester (1979)
- Bert Poulheim: Fagottkonzert (1979)
- Ruth Zechlin: „Briefe“ für Orchester (1980)
- Hans J. Wenzel: Konzert für Orgel und Orchester (1980)
- Günter Kochan: Passacaglia und Hymne für großes Orchester (1980)
- Reinhard Kalleske: Orchestermusik „Canto ailo humano“ (1980)[42]
- Wolfgang Stendel: Konzert für Violoncello und Orchester (1981)[43]
- Hans Wolfgang Sachse: „Festliche Intrade“ für großes Orchester (1981)[44]
- Wolfgang Hohensee: Variationen über die Messias-Arie „Das Volk, das da wandelt im Dunkel“ (1981)[45]
- Bert Poulheim: 3. Sinfonie (1981)
- Gerhard Rosenfeld: Konzert für Orchester (1982)
- Thomas Reuter: „Mundana“ für großes Orchester (1982)
- Dietrich Boekle: Concerto für großes Orchester (1982)
- Bert Poulheim: Orchestermusik „Aufforderung“ (1984)
- Reiner Bredemeyer: Orchesterstücke II (1985)
- Hans J. Wenzel: Sinfonie für großes Orchester „Trauer und Feuer“ III (1985)
- Thomas Müller: „Spuren“ für großes Orchester (1986)
- Frank Petzold: „Stieber-Reflexionen“ für Orchester (1986)
- Reiner Bredemeyer: III. Sonatine für Orchester (1988)
- Siegfried Geißler: 8. Sinfonie mit Bariton (1988)
- Stojan Stojantschew: Orchestermusik in vier Sätzen (1988)
- Leila Ismagilowa: Taktasch-Sinfonie für Sopran und Orchester (1988)
- Kurt Schwaen: Klavierkonzert Nr. 2 „Vietnamesisches Konzert“ (1989)[46]
- Dietrich Boekle: Concerto für großes Orchester (Neufassung) (1989)[46]
- Gerhard Stäbler: „energy-light-dream“ für Sopransolo, Orchester, Fern-Ensemble mit Bariton und Tonband (2000)[47]
- Leif Segerstam: Sinfonie Nr. 54 „Dreaming again … because …“ (2003)[48]
- Gergely Vajda: „Blue box“ für Orchester (2003)
- Jean-Christophe Marti: „H aspiré“ (2003)[49]
- Jens Marggraf: „Sidera medicea“ für Orchester (2005)[50]

## Kammermusikensembles
- Camerata da camera Halle – von Harald Unger gegründetes Barockensemble, das von 1962 bis 1966 öffentlich in Erscheinung trat u. a. in der Moritzburg[51]
- 1973 gründete Olaf Koch ein Kammerorchester, dessen Leitung 1984 von Karl-Heinz Zettl übernommen wurde und seinen Schwerpunkt in der Musik des 18. Jahrhunderts, vor allem bei Georg Friedrich Händel hatte;[11] Konzertreisen führten das Ensemble auch ins westliche Ausland[52]
- Darüber hinaus gab es ein Streichquartett, ein Bläserquintett und eine Bläser-Kammermusikvereinigung[11]
- Hans Jürgen Wenzel begründete 1979 das auf Neue Musik spezialisierte Ensemble Konfrontation, das sich ab 1983 bei den Händel-Festspielen sowie den Hallischen Musiktagen engagierte; ab 1989 wurde es von Thomas Müller fortgeführt[12]

## Auszeichnungen
- 1960: Händelpreis des Bezirkes Halle[53]
- 1969: Bester der 1. Etappe des Orchesterwettbewerbs der DDR[54]
- 1976: Händelpreis des Bezirkes Halle[55]
- 1989: Interpretenpreis der Musik-Biennale Berlin (mit dem Ensemble Konfrontation)[56]